# Приворот

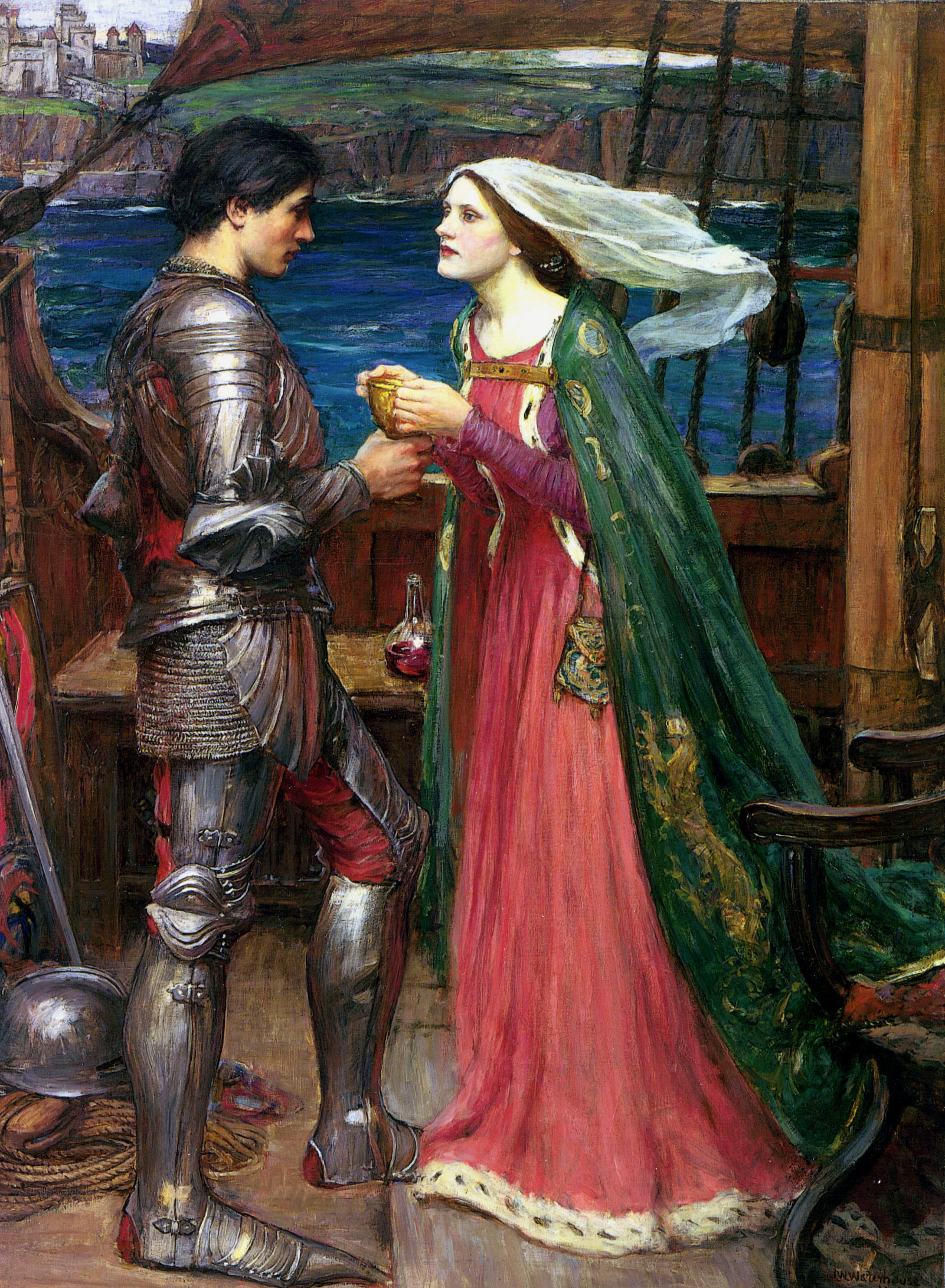
Джон Вільям Вотерхаус — «Трістан і Ізольда п'ють любовний напій».

Приворо́т — за езотерично-окультними віруваннями, магічний вплив на людину з метою виникнення емоційного і фізичного потягу до іншої людини. Вважається, що існують різні способи привороту, в яких беруть участь словесні формули (замовляння на кохання), певні рідини і предмети.

## Приклади
- Історія християнських святих Кипріана та Юстини Антіохійських.
- Любовне зілля, яке випили Трістан та Ізольда.

## У культурі
- Любовний напій — опера, що висміює шарлатанів.
- Любовний напій № 9 — фільм про приворот.